# Pepico Amat
José Amat Cerdán (Elda, 10 de noviembre de 1917 - Elda, 23 de diciembre de 1994), más conocido por su apodo Pepico Amat, fue un deportista español, futbolista profesional, entrenador de fútbol y balonmano.

## Vida personal
Pepico Amat nació en la ciudad de Elda en 1917. Desde temprana edad, compaginaba su asistencia al colegio, con un trabajo como vendedor de leche. Más adelante, como era habitual en Elda, se dedicó a la industria del calzado. Fue cortador, encargado, y modelista para diversas fábricas locales, llegando a ser incluso socio en una empresa particular.

## Vida deportiva
Desde los 16 años, comenzó a jugar como portero en el Club Deportivo Eldense, donde fue titular durante varias temporadas. En los años 40 llegó a jugar en Primera División en 2 clubes, el Hércules de Alicante CF y el RCD Español.
Tras su retirada como jugador, se dedicó a ser entrenador tanto de fútbol como de balonmano. Entrenó al CD Eldense en varias ocasiones, una de ellas en Segunda División, donde consiguió la permanencia del equipo. Entrenó al Club Balonmano Pizarro, al que consiguió ascenderlo a División de Honor. Entrenó también al CB Petrel y al CB CEE, donde obtuvo un subcampeonato en Primera División. Fue vocal del Centro Excursionista Eldense, al cargo de la sección de gimnasio.

## Reconocimientos
Se le otorgaron varias condecoraciones por su trayectoria: El Escudo de Oro de Elda, el Escudo de Oro y Brillantes del CD Eldense, y Escudo de Oro del CEE.
En 1994, tras su fallecimiento, se le otorgó el nombre de Pepico Amat al estadio municipal de Elda. En 2012 se inauguró un nuevo estadio que le fue también dedicado, con el nombre de Estadio Municipal Nuevo Pepico Amat.